# گادی ۱۰۱۸۵
سیارک ۱۰۱۸۵ (به انگلیسی: 10185 Gaudi، نامگذاری:1996HD21) ده هزار و صد و هشتاد و پنجمین سیارک کشف شده‌است که در ۱۸ آوریل ۱۹۹۶ کشف شد.
قدر مطلق سیارک برابر ۱۳٫۷۰ است.